# Brahmā (budismo)
En el marco de la cosmogonía budista, un Brahmā es un tipo superior de deidades (devas); los cuales estarían involucrados en la creación de los diferentes universos existentes.

## Orígenes
En los textos del budismo temprano se puede encontrar varios Brahmás diferentes coexistiendo uno en cada uno de los diferentes mundos existentes. Algunos de ellos se proclaman creadores todopoderosos, a quienes sólo el Buda Gautama corrige. Los mitos, caracteres y funciones de estos Brahmās son bastante diferentes del Brahmā védico.
En cualquier caso, se identifica al menos a uno de los Brahmās budistas como objeto de culto de los bráhmanas prebudistas.

## Características
Los Brahmâs son una clase de seres no-humanos llamados Devas. Se les conoce como dioses o deidades. La palabra Deva en Pali significa "ser radiante".
Brahma (ser benigno) es el antagonista de Marâ (el maligno). En los textos budistas se les representan como una especie de deidades.

## Gran Brahmâ
Es un Deva, identificado como un ser benigno, que está por encima de otros devas, pero que sin embargo no es omnipotente, omnisciente, omnipresente, ni tampoco inmutable (pues está sometido al cambio); por tanto no es un Dios absoluto típico de las religiones monoteístas o el equivalente al Absoluto Brahman del hinduismo, simplemente es un deva superior "equivalente" al dios hindú de cuatro cabezas, Brahma.
Brahmâ es el deva más elevado del samsara en términos de poder que según las leyendas y en sutras budistas se considera así mismo como el creador de nuestro universo.
Es considerado como el protector de la fe en el budismo (Dharmapala). En los planos de existencia de los mundos Brahmâ hay ausencia de dolor y sufrimiento pero no hay una permanencia eterna, ya que todos los planos de existencia en el budismo están sujetos a la declinación, destrucción y regeneración. (Mundos Samsáricos)
En el Tevijja Sutra, Buda explica a dos brahmines los Brahmaviaharas, una técnica para lograr la unión con el Gran Brahmâ, ya que Buda primero hace que admitan que jamás ellos dos han visto a Brahmâ cara a cara para corroborar su existencia; después les enseña los brahmaviaharas una práctica para poder realmente lograr tal asociación con Brahmâ.
Según la tradición fue el Gran Brahmâ quien instó a Siddharta a que enseñara el Dharma y lo que había descubierto; el camino que lleva al cese del dolor, a la liberación, al Nirvana para beneficio de todos los seres sintientes del samsara. De todos los Brahmâ se dice que este fue el más cercano a Buda. Este Mahabrahma es llamado Brahma-sahampati.

## Brahmá en el hinduismo
El nombre Brahmā se encuentra también en la tradición védica. En el hinduismo igualmente hay un solo Brahma en cada mundo (universo), siendo descrito como el dios de cuatro cabezas que creó nuestro universo completo.
En el texto hinduista Bhagavata-purana se cuenta la historia de cuando el dios Brahmá de nuestro universo llegó al palacio del dios Krishna en la Tierra, encontró a incontables Brahmás, dioses principales de otros universos materiales; dándose cuenta de que él era tan sólo uno más de los tantos seres que existen.

### Bráhman
No parece haber ninguna identidad entre los Brahmās budistas y la concepción hindú del Brahman (energía divina innombrable e impensable), que no debe confundirse con el dios hindú Brahma de cuatro cabezas ni tampoco con el Brahma budista.
Estando así el concepto de absoluto Bráhman sin cualidades (Nirguna Brahman) más "cercano" a la conjunción de los conceptos budistas de Anatta y Shuniata, que al de los Brahmās budistas.